# 甲信越地方
甲信越地方（こうしんえつちほう）は、山梨県、長野県、新潟県の3県の総称。それぞれの令制国名である「甲斐」「信濃」「越後」の頭文字をとった名称。

## 概要
本州の中央部、関東地方の外周部に位置しており、関東地方、特に東京との結び付きが強い地域である。各々の県庁所在地が東京を中心とする関東地方に新幹線や高速道路等の交通インフラで繋がっており、特に山梨県と長野県は東京との都道府県流動が最多となっている。
東京との結び付きと比べて甲信越同士の結び付きは弱く、目立った交流は隣接する地域のみである。また方言も異なっている。
このような背景から甲信越地方単体で区分されることは少なく、関東地方と合わせた10都県に対して関東甲信越地方との呼称で用いられることが多い。特に中央省庁の地方支分部局やNHK等がそれに該当する。民間企業でも関東地方と一体の管轄地域を設定している場合があるが、首都圏に含まれている山梨県と比べて長野県と新潟県は東京から地理的に離れていることもあり、3県がそれぞれに異なる管轄となる場合もある。
例：
- 関東地方+1県
  - 首都圏（関東+山梨県）
  - 関越（関東+新潟県）
- 関東地方+2県
  - 関東甲信（関東+山梨県+長野県）
  - 関東信越（関東+長野県+新潟県）

※山梨県を関東の一部とみなし、「関東信越」の名称で「関東甲信越」と同一の枠組みである例がある。（厚生労働省関東信越厚生局など）
都道府県間流動
※交通機関別都道府県間流動表（年間）（全交通機関、平日・休日データ利用、幹線のみ）
※目的地上位10都県のみ記載（2015年）
※甲信越地方は「■」、甲信越以外の中部地方は「■」、関東地方は白地、東北地方の構成県は「■」。
出発地：新潟県
| 順 | 目的地   | 万人/年 |
| 1  | 長野県   | 413.9   |
| 2  | 東京都   | 388.7   |
| 3  | 神奈川県 | 248.4   |
| 4  | 群馬県   | 221.9   |
| 5  | 埼玉県   | 187.4   |
| 6  | 福島県   | 182.6   |
| 7  | 富山県   | 128.8   |
| 8  | 千葉県   | 114.7   |
| 9  | 石川県   | 63.3    |
| 10 | 栃木県   | 60.0    |

出発地：長野県
| 順 | 目的地   | 万人/年 |
| 1  | 東京都   | 750.9   |
| 2  | 山梨県   | 490.5   |
| 3  | 群馬県   | 488.1   |
| 4  | 新潟県   | 416.2   |
| 5  | 愛知県   | 359.1   |
| 6  | 埼玉県   | 324.8   |
| 7  | 神奈川県 | 316.8   |
| 8  | 岐阜県   | 203.9   |
| 9  | 千葉県   | 170.8   |
| 10 | 静岡県   | 112.9   |

出発地：山梨県
| 順 | 目的地   | 万人/年 |
| 1  | 東京都   | 968.3   |
| 2  | 神奈川県 | 567.0   |
| 3  | 長野県   | 408.5   |
| 4  | 静岡県   | 338.7   |
| 5  | 埼玉県   | 178.7   |
| 6  | 千葉県   | 102.8   |
| 7  | 愛知県   | 33.3    |
| 8  | 栃木県   | 31.8    |
| 9  | 群馬県   | 30.3    |
| 10 | 茨城県   | 22.5    |

## 主要都市圏
甲信越地方の主な都市圏（圏域人口10万人以上）
- 2015年国勢調査をもとにした都市雇用圏（10%通勤圏）による
- 都市圏名・人口は2015年当時のもの

| 順位 | 都市雇用圏 | 人口      |
| ---- | ---------- | --------- |
| 17   | 新潟都市圏 | 106万0013 |
| 36   | 長野都市圏 | 58万9549  |
| 37   | 甲府都市圏 | 58万5986  |
| 48   | 松本都市圏 | 44万7802  |
| 54   | 長岡都市圏 | 35万6767  |
| 78   | 上越都市圏 | 23万0186  |
| 85   | 三条都市圏 | 21万5037  |

| 順位 | 都市雇用圏 | 人口     |
| ---- | ---------- | -------- |
| 87   | 上田都市圏 | 21万2314 |
| 91   | 諏訪都市圏 | 19万8475 |
| 98   | 伊那都市圏 | 18万4305 |
| 101  | 佐久都市圏 | 18万2007 |
| 108  | 飯田都市圏 | 15万9632 |

「■」：県庁所在地を中心とする都市圏

## 方言
- 西関東方言
  - 郡内弁: 山梨県東部
- 長野・山梨・静岡方言
  - 甲州弁: 山梨県西部
  - 長野県方言: 長野県
- 越後方言: 新潟県下越（阿賀野川以南）・中越・上越
- 北奥羽方言
  - 北越方言: 新潟県下越（阿賀野川以北）
- 北陸方言
  - 佐渡方言: 新潟県佐渡